# Baptisten in Deutschland

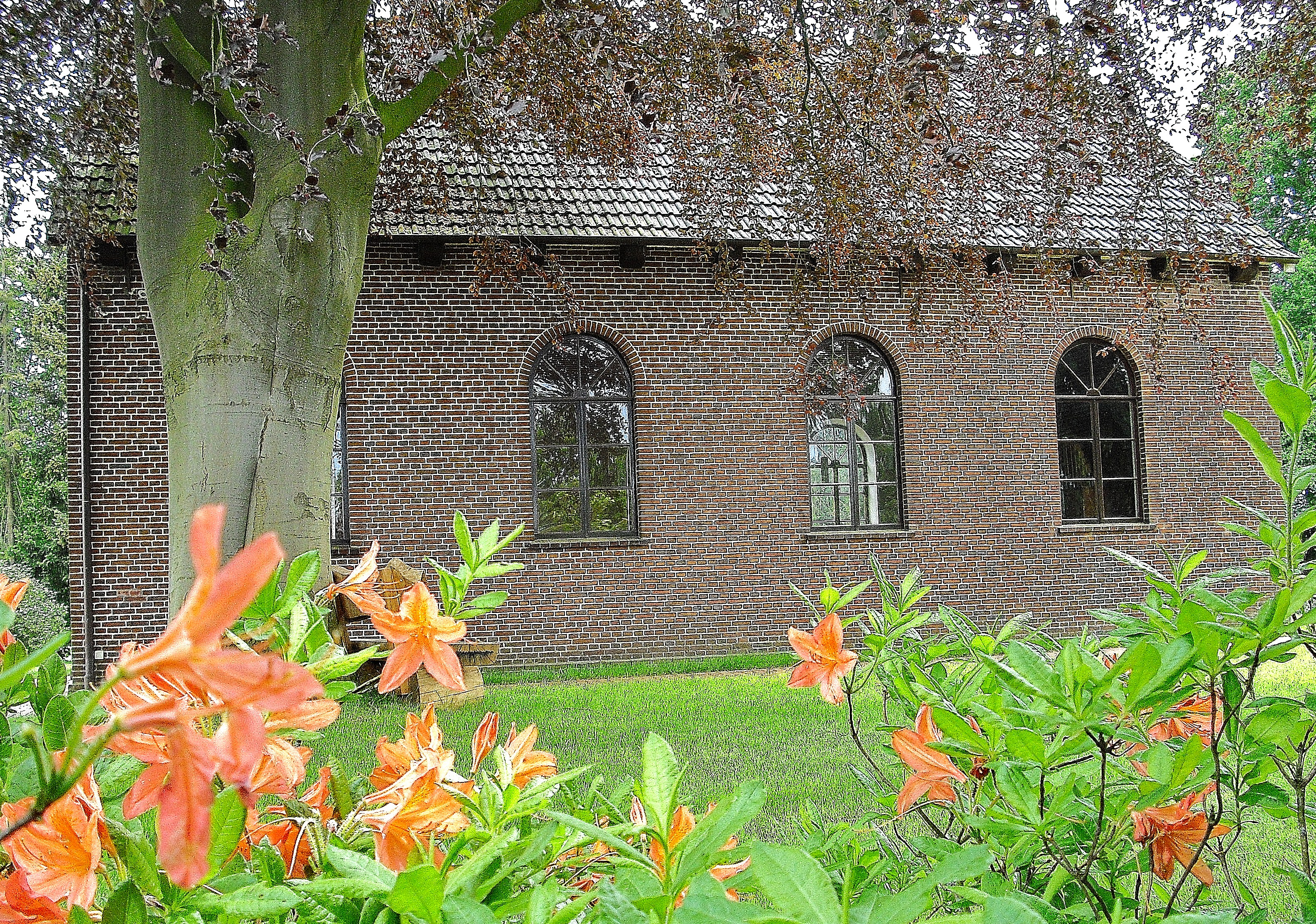
Bethaus Westerstede-Felde – älteste noch erhaltene Baptistenkirche Kontinentaleuropas

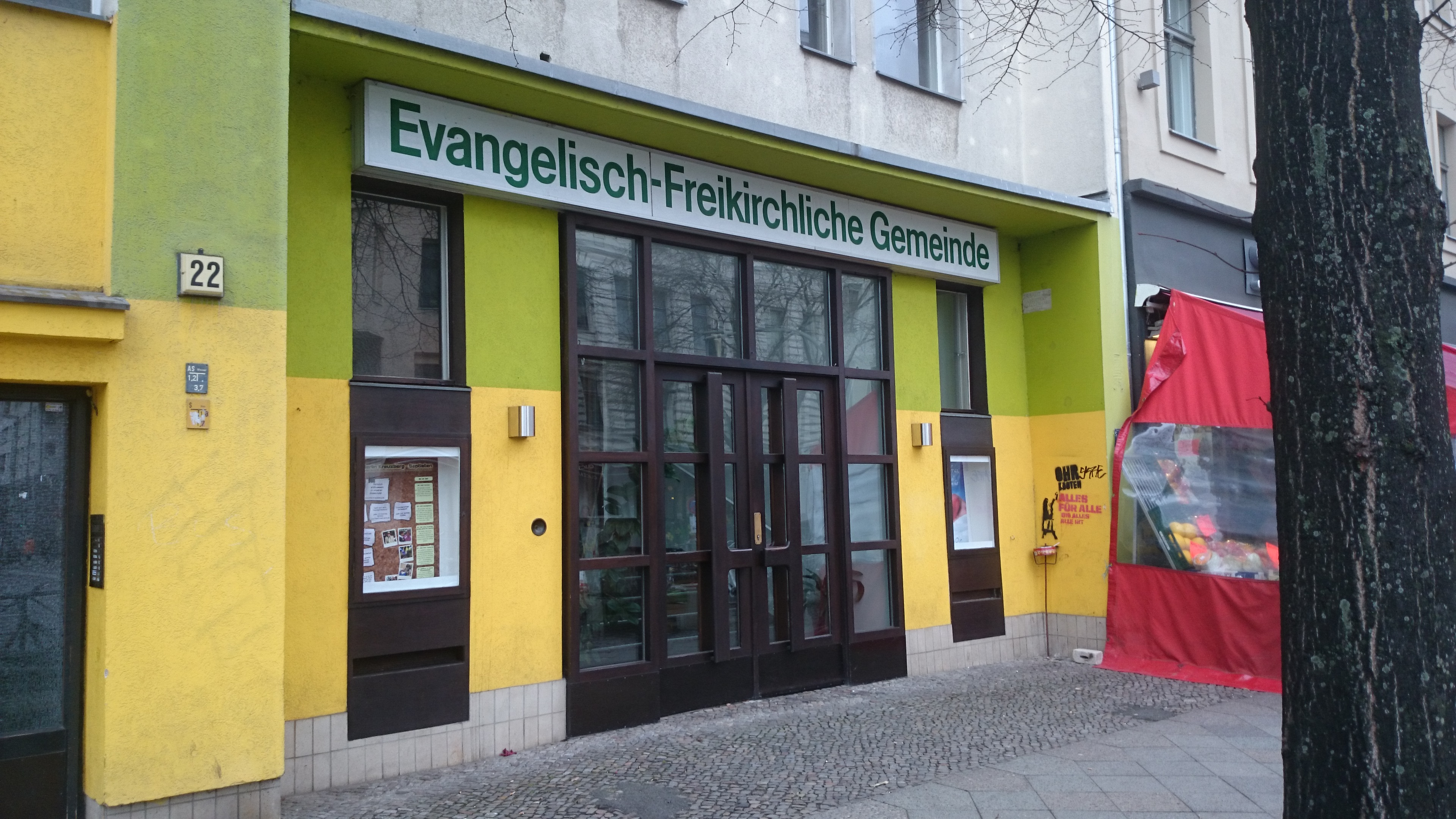
Evangelisch-Freikirchliche Baptistengemeinde in Berlin-Kreuzberg

Baptisten in Deutschland gibt es nachweislich seit 1834. In diesem Jahr konstituierte sich in Hamburg eine erste Gemeinde, die zur Keimzelle der baptistischen Bewegung in Kontinentaleuropa wurde. Die meisten deutschen Baptisten gehören zum Bund Evangelisch-Freikirchlicher Gemeinden, der über die Europäisch-Baptistische Föderation zum Baptistischen Weltbund gehört. Weitere deutsche Baptistengemeinden, zum Teil mit russlanddeutschen Wurzeln, schlossen sich ab den 1980er Jahren in neuen Unionen zusammen. Daneben entstanden weitere kleinere Gemeindenetzwerke und eine Reihe so genannter „freier Baptistengemeinden“.

## Zusammenschlüsse und Arbeitsgemeinschaften
Baptisten sind Kongregationalisten, das heißt, dass ihre Gemeinden autonom sind. Daher spielen regionale und überregionale Bündnisse nur eine untergeordnete Rolle. Sie haben keine Funktion in Bezug auf Hierarchie, sondern dienen in erster Linie der Bewältigung von Aufgaben, die eine einzelne Gemeinde nicht leisten kann. Dazu gehören unter anderem die Mission, die Diakonie und die theologische Ausbildung der haupt- und ehrenamtlichen Mitarbeiter.
Die folgenden baptistischen Zusammenschlüsse und Bewegungen in Deutschland (Auswahl) gibt es.

### Bund Evangelisch-Freikirchlicher Gemeinden

Logo des Bundes Evangelisch-Freikirchlicher Gemeinden (Baptisten- und Brüdergemeinden)

Der Bund Evangelisch-Freikirchlicher Gemeinden (Baptisten- und Brüdergemeinden; Abkürzung: BEFG) hat ca. 72.000 Mitglieder in rund 800 Gemeinden, hiervon ca. 63.000 Baptisten in rund 640 Gemeinden. Der 1849 gegründete Bund der vereinigten Gemeinden getaufter Christen in Deutschland und Dänemark (später: Bund deutscher Baptistengemeinden) schloss sich 1942 mit dem aus der Brüderbewegung  stammenden Bund freikirchlicher Christen (BfC) zusammen und erhielt dabei seinen heutigen Namen.

### Evangeliumschristen-Baptisten

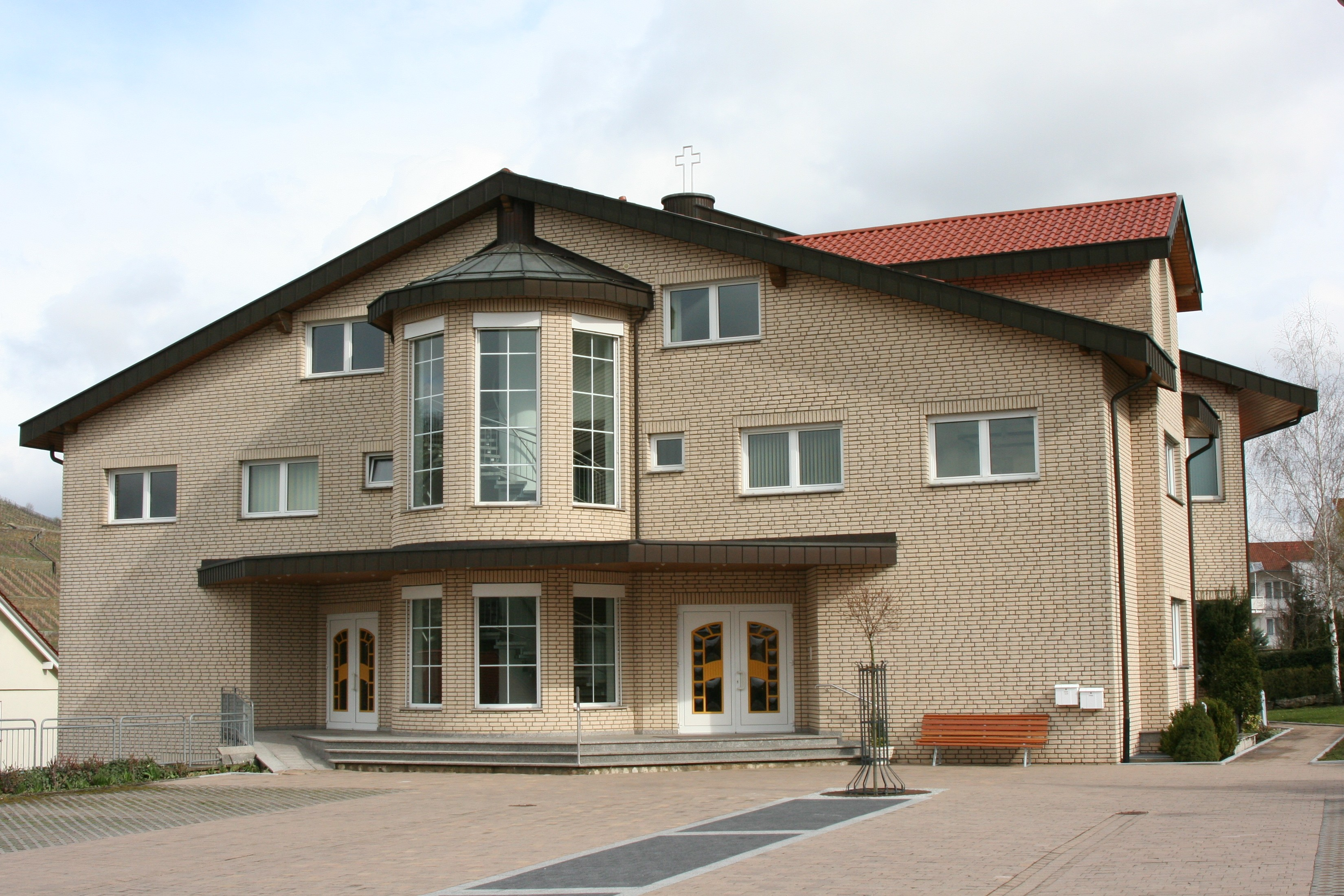
Bethaus einer Gemeinde der Evangeliumschristen-Baptisten

Die Evangeliumschristen-Baptisten sind größtenteils russlanddeutscher Herkunft. Sie sind im Jahr 1944 aus dem Zusammenschluss der Evangeliums-Christen mit den Baptisten entstanden. Später traten weitere evangelische Freikirchen hinzu. Im Gegensatz zu ihren osteuropäischen Herkunftsländern ist es in Deutschland zu keiner Gründung einer einheitlichen Union der Evangeliumschristen-Baptisten gekommen. Ein Teil der hier neu entstandenen Gemeinden hat sich in Gemeindeverbänden wie der Bruderschaft der Freien Evangeliums Christen Gemeinden oder der Arbeitsgemeinschaft evangelikaler Gemeinden zusammengefunden. Ein anderer Teil ist über die Arbeitsgemeinschaft der Evangeliumschristen-Baptisten im Bund Evangelisch-Freikirchlicher Gemeinden mit deutschen Baptisten verbunden oder ist mit Mennonitischen Brüdergemeinden im Bund Taufgesinnter Gemeinden zusammengeschlossen. Daneben gibt es auch Gemeinden außerhalb von Gemeindeverbänden.

### Bund Taufgesinnter Gemeinden

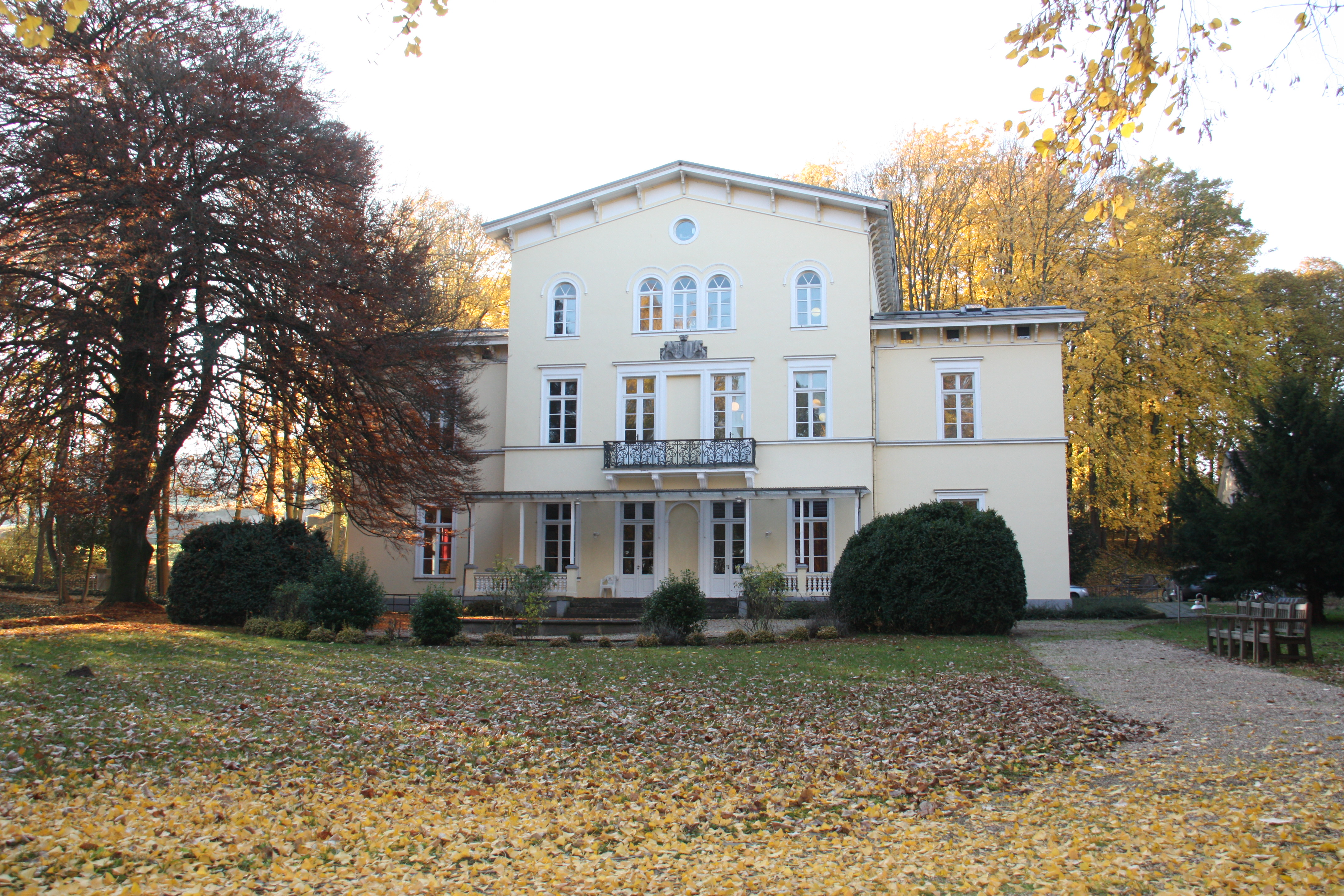
Bibelseminar des Bundes Taufgesinnter Gemeinden in Bornheim (Haus Wittgenstein)

Die im Bund Taufgesinnter Gemeinden (BTG) zusammengeschlossenen Gemeinden haben teilweise baptistische, teilweise mennonitische Wurzeln. Der Bund entstand 1989 aus dem Zusammenschluss von ursprünglich sechs taufgesinnten Gemeinden, die vorwiegend in der Region Ostwestfalen-Lippe beheimatet waren. Der BTG umfasst rund 6000 Mitglieder, die sich auf 30 Gemeinden verteilen. Das Bibelseminar, die theologische Ausbildungsstätte dieses Gemeindeverbandes, hat den Sitz in der Villa Wittgenstein in Bornheim bei Bonn und bietet neben einem regulären Studienbetrieb auch einen theologischen Fernkurs sowie eine theologische Abendschule an.

### International Baptist Convention
Die International Baptist Convention geht auf Gemeindegründungen amerikanischer Soldaten zurück. In Deutschland gehören ihr 25 englischsprachige Gemeinden an. Aus Anfängen in Wiesbaden und Frankfurt entstand 1958 eine lockere Arbeitsgemeinschaft, die Association of Baptists in Continental Europe, der sich weitere Gemeinden anschlossen und die ab 1961 vom nordamerikanischen Gemeindebund der Southern Baptist Convention unterstützt wurde. 1964 nahm die Association den heutigen Namen an.

### Missionsdienst der Freien Baptisten
Der Missionsdienst der Freien Baptisten arbeitet mit den Baptist Mid-Missions zusammen. Zu diesen gehören rund 10 Gemeinden. Die Freien Baptistengemeinden  verstehen sind nach ihren Aussagen „theologisch konservativer“ als die im Bund Evangelisch-Freikirchlicher Gemeinden zusammengeschlossenen Baptisten. Hauptunterschiede sind die Stellung zur Frauenordination, zur charismatischen Bewegung und zur Ökumene sowie das Bibelverständnis.

### Baptisten mit Verbindung zur KfG
Mit der Konferenz für Gemeindegründung (KfG) stehen die Gemeinden des „Missionsdienstes der Freien Baptisten“ und weitere „freie Baptistengemeinden“ in Verbindung. Angeschlossen sind hier rund 30 Gemeinden.

### Bibel-Baptisten
Zu den Bibel-Baptisten zählen rund 50 Gemeinden.

### Reformierte Baptisten
Zu den Reformierten Baptisten, die stark vom Calvinismus geprägt sind, gehören in Deutschland etwa zehn Gemeinden.

## Gesamtstatistik
REMID gibt für „Freie Baptisten- und Mennonitengemeinden“ eine Gesamtmitgliederzahl von etwa 290.000 in „550 freie[n] Gemeinden“ im Jahr 2012 an. Die meisten Mitglieder stammen demnach aus dem Bereich der ehemaligen Sowjetunion. Abgesehen davon, dass es sich hierbei ausdrücklich nicht nur um Baptisten handelt, dürften in dieser Zahl mit Ausnahme des BEFG einige, wenn nicht alle der oben genannten Gruppierungen (mit) erfasst sein.